# Intersport Heilbronn Open 2011
Intersport Heilbronn Open 2011 là giải quần vợt chơi trên mặt sân cứng. Đây là lần thứ 24 giải này được tổ chức và nằm trong hệ thống ATP Challenger Tour 2011. Giải đấu được tổ chức ở Heilbronn, Đức trong khoảng thời gian từ 24 đên 30 tháng 1 năm 2011.

## Các tay vợt nội dung đơn

### Hạt giống
| Quốc gia | Tay vợt           | Xếp hạng1 | Hạt giống |
| -------- | ----------------- | --------- | --------- |
| KAZ      | Andrey Golubev    | 38        | 1         |
| GER      | Michael Berrer    | 61        | 2         |
| GER      | Tobias Kamke      | 65        | 3         |
| GER      | Rainer Schüttler  | 83        | 4         |
| TUR      | Marsel İlhan      | 87        | 5         |
| GER      | Daniel Brands     | 102       | 6         |
| GER      | Julian Reister    | 112       | 7         |
| SUI      | Marco Chiudinelli | 114       | 8         |
| GER      | Denis Gremelmayr  | 120       | 9         |

- Xếp hạng tính tới ngày 17 tháng 1 năm 2011.

### Các tay vợt khác
Các tay vợt nhận được wildcards để thi đấu vòng đấu chính:
- Daniel Brands
- Peter Gojowczyk
- Andrey Golubev
- Tobias Kamke

Các tay vợt vượt qua vòng loại:
- Grégoire Burquier
- Yannick Mertens
- Michael Ryderstedt
- Alexandre Sidorenko

Tay vợt nhận được Lucky Loser để thi đấu vòng đấu chính:
- Dieter Kindlmann

## Vô địch

### Đơn
Bastian Knittel thắng  Daniel Brands, 7–6(4), 7–6(5)

### Đôi
Jamie Delgado /  Jonathan Marray thắng  Frank Moser /  David Škoch, 6–1, 6–4

## Liên kết khác
- Official Website
- ITF Search Lưu trữ ngày 12 tháng 2 năm 2010 tại Wayback Machine
- ATP official site

Bản mẫu:2011 ATP Challenger Tour